# Cucuron
Ne doit pas être confondu avec Cucugnan, Cuguron, Cuqueron ou Coucouron.
Cucuron est une commune française située dans le département du Vaucluse, en région Provence-Alpes-Côte d'Azur.
Ses habitants sont appelés les Cucuronnais et les Cucuronnaises.

## Géographie

### Généralité
Le territoire de la commune est situé au sud du massif du Luberon, et comprend sur sa majeure partie le versant nord de la vallée d'Aigues, incliné en pente douce vers le sud. Le point le plus élevé est situé au nord, à 1 125 m d'altitude, sur la crête du Luberon.
Le village proprement dit est situé sur une colline dominante, constituée de roche argilo-sableuse, qui culmine à 375 m. Il est entouré de coteaux de vignes et de cultures maraîchères, céréalières (champ de blé) ou de friches agricoles.
Des parcelles « en lamelles » peuvent constituer un héritage des domaines (villae) de l'époque gallo-romaine (deux d'entre elles ont été clairement identifiées et fouillées).
L'extrême sud du territoire fait partie de la plaine alluvionnaire de la Durance.

### Localisation

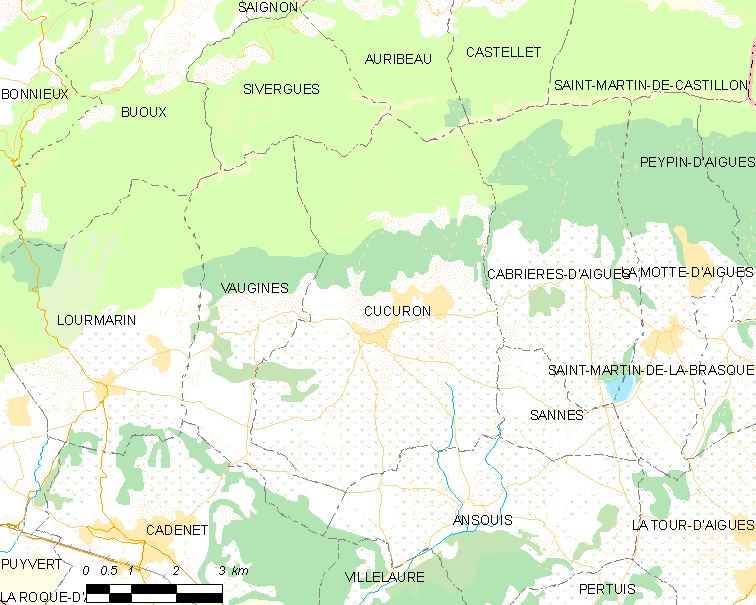
Situation de la commune.

Les villages les plus proches de Cucuron sont Ansouis (4,8 km), Vaugines (2,2 km) et Lourmarin (7,4 km).
Distance des grandes villes françaises
L'orientation et la localisation de Cucuron par rapport à quelques grandes villes françaises sont données dans le tableau suivant. Distance à vol d'oiseau :
| Ville                | Marseille | Montpellier  | Nice         | Lyon       | Toulouse   | Bordeaux   | Strasbourg   | Paris      | Nantes       | Rennes       | Lille      |
| Distance Orientation | 53 km (S) | 127 km (S-O) | 147 km (S-E) | 226 km (N) | 322 km (O) | 495 km (O) | 564 km (N-E) | 615 km (N) | 669 km (N-O) | 731 km (N-O) | 784 km (N) |

### Relief et géologie
La commune fait partie du périmètre de la réserve naturelle géologique du Luberon, en raison de la proximité à des sites fossilifères exceptionnels.
L'altitude varie de 235 à 1 105 mètres.

### Sismicité
Les cantons de Bonnieux, Apt, Cadenet, Cavaillon, et Pertuis sont classés en zone Ib (risque faible). Les autres cantons du département de Vaucluse sont classés en zone Ia (risque très faible). Ce zonage correspond à une sismicité ne se traduisant qu'exceptionnellement par la destruction de bâtiments.

### Hydrographie et les eaux souterraines
Plusieurs cours d'eau irriguent la commune, dont les « torrents » du Vabre et de l'Ermitage (ce dernier irrigue le village).

### Catastrophes naturelles
La commune a connu de 1982 à 1998 une inondation avec des coulées de boue, des mouvements de terrain différentiels consécutifs à la sécheresse et à la réhydratation des sols, ainsi qu'une grosse tempête, qui ont été reconnues catastrophes naturelles avec publication d'arrêtés de reconnaissance de catastrophe naturelle publiés au Journal Officiel.
| Type de catastrophe                                                                            | Début            | Fin              | Arrêté           | Parution au J.O. |
| ---------------------------------------------------------------------------------------------- | ---------------- | ---------------- | ---------------- | ---------------- |
| Tempête                                                                                        | 6 novembre 1982  | 10 novembre 1982 | 30 novembre 1982 | 2 décembre 1982  |
| Inondations, coulées de boue et glissements de terrain                                         | 26 août 1986     | 26 août 1986     | 11 décembre 1986 | 9 janvier 1987   |
| Mouvements de terrain différentiels consécutifs à la sécheresse et à la réhydratation des sols | 1er janvier 1998 | 30 juin 1998     | 1er août 2002    | 22 août 2002     |

### Climat
Pour des articles plus généraux, voir Climat de Provence-Alpes-Côte d'Azur et Climat de Vaucluse.
En 2010, le climat de la commune est de type climat méditerranéen franc, selon une étude du Centre national de la recherche scientifique s'appuyant sur une série de données couvrant la période 1971-2000. En 2020, Météo-France publie une typologie des climats de la France métropolitaine dans laquelle la commune est exposée à un climat méditerranéen et est dans la région climatique  Provence, Languedoc-Roussillon, caractérisée par une pluviométrie faible en été, un très bon ensoleillement (2 600 h/an), un été chaud (21,5 °C), un air très sec en été, sec en toutes saisons, des vents forts (fréquence de 40 à 50 % de vents > 5 m/s) et peu de brouillards. 
Pour la période 1971-2000, la température annuelle moyenne est de 13 °C, avec une amplitude thermique annuelle de 16,6 °C. Le cumul annuel moyen de précipitations est de 705 mm, avec 5,7 jours de précipitations en janvier et 2,7 jours en juillet. Pour la période 1991-2020, la température moyenne annuelle observée sur la station météorologique de Météo-France la plus proche, « Vaugines », sur la commune de Vaugines à 2 km à vol d'oiseau, est de 14,1 °C et le cumul annuel moyen de précipitations est de 742,4 mm. 
La température maximale relevée sur cette station est de 43,1 °C, atteinte le 28 juin 2019 ; la température minimale est de −13,7 °C, atteinte le 12 janvier 1987,,. 
Les paramètres climatiques de la commune ont été estimés pour le milieu du siècle (2041-2070) selon différents scénarios d'émission de gaz à effet de serre à partir des nouvelles projections climatiques de référence DRIAS-2020. Ils sont consultables sur un site dédié publié par Météo-France en novembre 2022.

## Toponymie
Le nom de la localité est attesté sous les formes castro Cucurone et castro Cucuro au XIe siècle, [in tertitorio] Cucuronis, [de] Cucurun au XIIe siècle, Cucuron à partir du XVIe siècle[réf. nécessaire].
Toponyme basé sur un thème pré-celtique *kuk (autrement *cūcc) « hauteur, promontoire » ou « hauteur arrondie », avec un double suffixe -ūr-o(ne). Cette racine pré-celtique *kuk se vérifie régionalement dans des dérivés romans avec le même sens ou un sens voisin : provençal cuco « meule », dans la région lyonnaise, un cuchon (avec un suffixe diminutif -on) désigne « un petit tas ». On trouve également kukkuru « pointe, hauteur » en sarde et cucca « tête » en sicilien, termes renforçant l'hypothèse d'une origine pré-celtique, puisque les langues celtiques n'ont jamais été parlées dans ces deux régions plus méridionales, et qu'en revanche, on possède de nombreuses traces toponymiques de langues pré-italiques, non indo-européennes, même si elles ne sont pas formellement attestées. La racine *kuk est présente également dans les Balkans et même au-delà en Asie. Sa forme affaiblie est tsuk, suk (juk- en basque) connue en occitan (suc) mais aussi en albanais (sukë) et même en hongrois (csucs).
Cucuron se nomme en provençal Cucuron selon la norme classique ou Cucuroun selon la norme mistralienne.
La tradition locale attribue l'origine du nom du village à Jules César, comme nombre de communes provençales. Ce dernier, voyant les habitants du lieu courir, aurait prononcé la locution latine « cur currunt ? » (« Pourquoi courent-ils ? »). En fait Cucuron, sous des graphies diverses, est un toponyme fréquent dans la France méridionale, avec le sens de point culminant, monticule. De nombreux lieux-dits s'appellent ainsi, de même que diverses communes : Coucouron (Ardèche), Cuguron (Haute-Garonne), Cuqueron (Pyrénées-Atlantiques).

## Histoire
Le site du village médiéval était occupé dès le Néolithique (au lieu-dit le Castelas). Durant la protohistoire, il se trouve sur les territoires du peuple gaulois des Dexcivates, établis le long de la Durance, comme l'indiquent les sépultures des Conques.
Un établissement dans la plaine, au sud du village, date quant à lui de la période gallo-romaine : des villae y furent alors implantées, profitant des sols fertiles, avec plusieurs nécropoles et un mausolée (mausolée des Pourrières, daté du Ier siècle av. J.-C.).
La villa du Viély est une villa gallo-romaine qui a été fouillée sur la commune de Cucuron dans un secteur proche de Cabrières-d'Aigues. Les fouilles n'ont dégagé qu'une partie de la villa composée d'un segment de portique et de l'amorce de quelques pièces.
Ce fut suffisant pour mettre au jour un graffiti représentant un bateau de commerce maritime. Il fut identifié lors du remontage des panneaux d'enduits peints qui recouvraient les murs. Ce bâtiment avait été soigneusement gravé à la pointe sur un mètre carré. Le graffiti avait été réalisé sur un panneau d'enduit peint ocre rouge cerné par un cadre vert. Il est à noter qu'un second bateau apparaît sur quelques fragments. Ce dessin de très haute qualité, a été réalisé par un bon technicien qui a dû faire ses relevés à Massilia, situé à une quarantaine de kilomètres à vol d'oiseau.

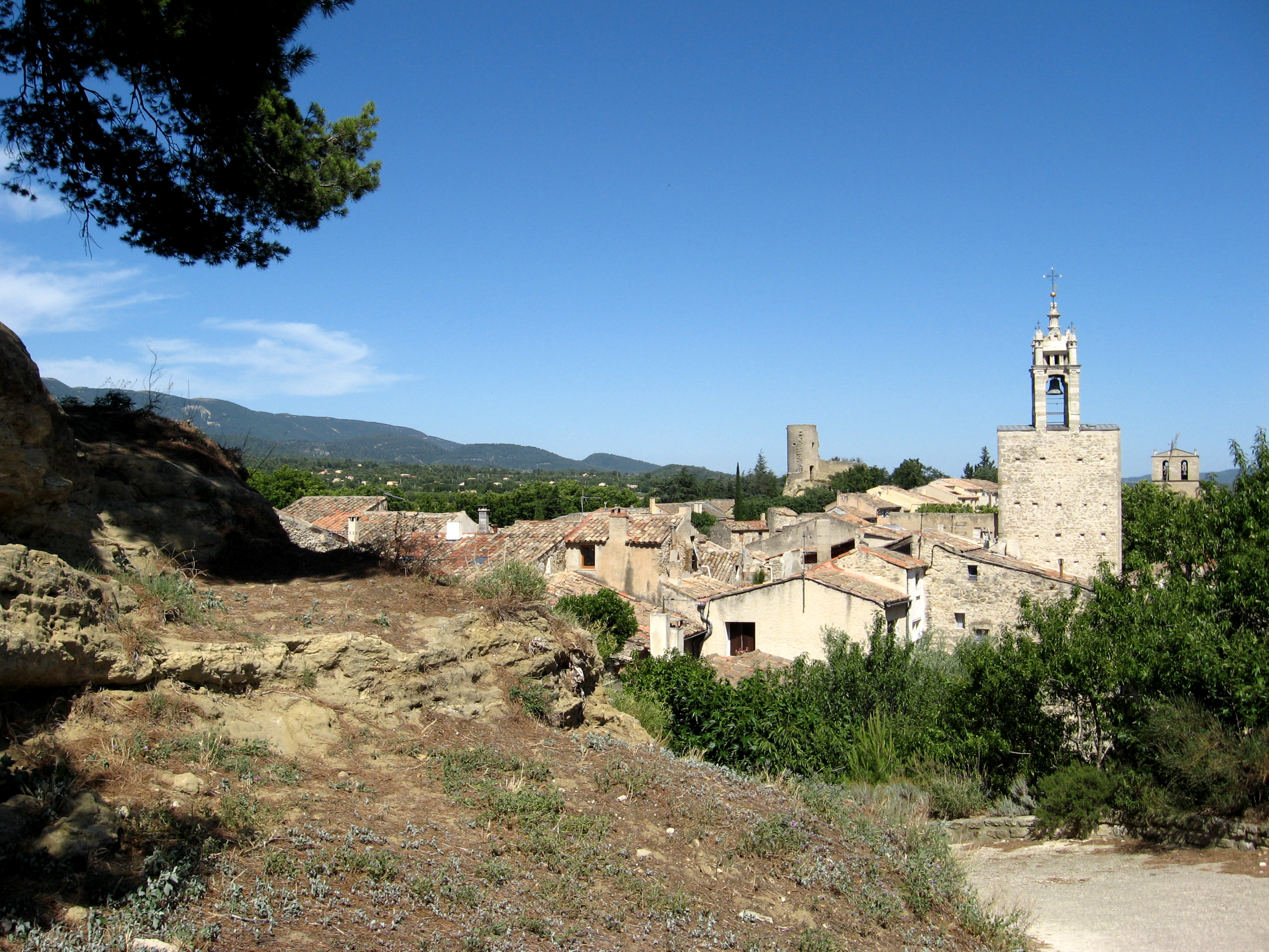
Cucuron.

Au Moyen Âge, un castrum fut bâti sur la colline par la famille de Reillanne-Valence : le village actuel date au plus tôt du XIe siècle et est cité pour la première fois dans les sources sous le nom de castrum cucurone (en 1024). Ce dernier passe entre les mains de plusieurs familles de seigneurs : les Sabran au XIIe siècle, puis les Castillon et les Oraison en co-seigneurie et enfin les Bruni de La Tour-d'Aigues à la fin du XVIIIe siècle.
Parallèlement, un « consulat » est créé : le village est dès lors administré par des « consuls » qui détiennent la police et la basse justice.

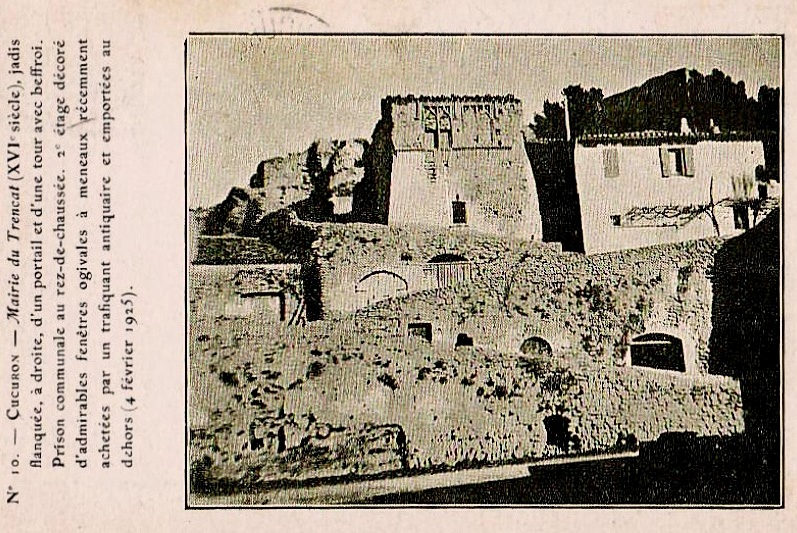
Mairie du Trancat, bâtiment du XVI, aujourd'hui disparu.

Le fief de Cucuron relevait du comté de Forcalquier au XIIe siècle. Lorsque ce comté perd son indépendance en 1209, à la mort de Guillaume II, un de ses neveux, Guillaume de Sabran tente de le relever. Après une lutte de dix ans, il passe un accord à Meyrargues le 29 juin 1220 avec Raimond Bérenger IV, comte de Provence et lui aussi héritier du comté de Forcalquier. Par cet accord, la moitié sud du comté, dont Cucuron, lui est donnée. Il conserve sa moitié de comté jusqu'à sa mort, vers 1250.
Durant le bas Moyen Âge, Cucuron héberge une communauté juive qui est officiellement expulsée en 1501. Il accueille également une minorité de Vaudois, après que ceux-ci ont repeuplé le Luberon à la fin du XVe siècle. En 1534, l'archevêque d'Aix-en-Provence fait exécuter une dizaine de ces personnes considérées comme hérétiques, dont des habitants de Cucuron.
Toutefois, au moment des guerres de religion, Cucuron demeure majoritairement catholique à la différence des villages qui l'entourent.
En 1720–1721, le village est durement touché par l'épidémie de peste qui se répand depuis Marseille.
Dépeuplé par la suite, il subit encore un important exode rural au XIXe siècle.

## Politique et administration

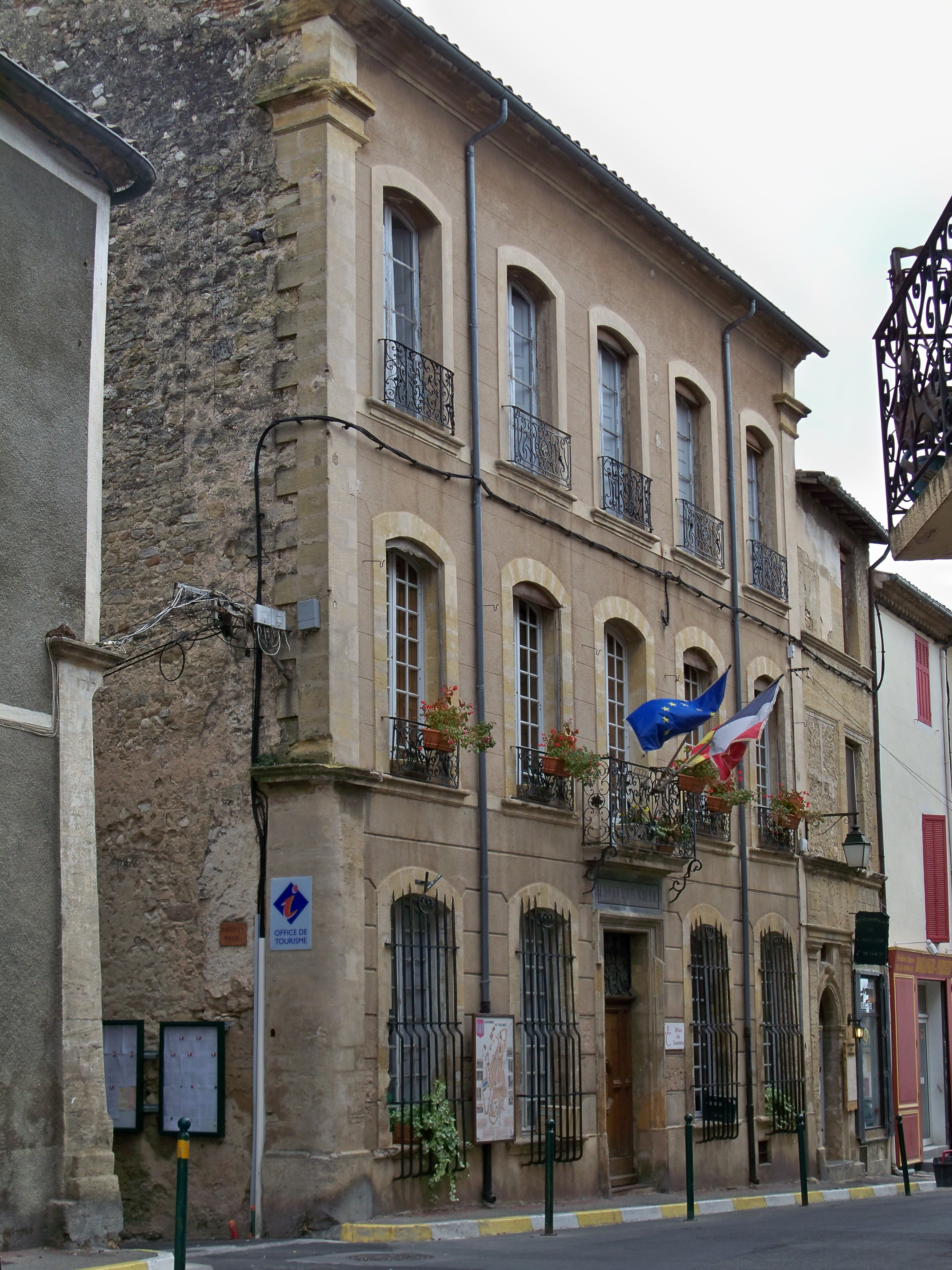
Mairie de Cucuron.

### Conseil municipal
De par sa taille, la commune dispose d'un conseil municipal de 19 membres (article L2121-2 du Code général des collectivités territoriales).
Lors du scrutin de 2008, le nouveau maire Roger Deranque a obtenu le second total de la liste unique avec 744 voix sur les 1 162 suffrages exprimés soit 64,03 % des voix.
La participation a été de 77,88 %.

### Listes des maires
| Période                                  | Période     | Identité            | Étiquette | Qualité |
| ---------------------------------------- | ----------- | ------------------- | --------- | ------- |
| 8 mai 1904                               | 10 mai 1908 | Victor-Jules Turcan |           |         |
| 10 mai 1908                              | 1912 ?      | Victor-Jules Turcan |           |         |
| 1975                                     | mars 1989   | Jean Jordan         |           |         |
| mars 1989                                | juin 1995   | Robert Fauque       |           |         |
| juin 1995                                | mars 2001   | Alain Gardon        |           |         |
| mars 2001                                | mars 2008   | Gérard Livolsi      |           |         |
| mars 2008                                | mai 2020    | Roger Deranque      |           |         |
| mai 2020                                 | En cours    | Philippe Egg        |           |         |
| Les données manquantes sont à compléter. |             |                     |           |         |

### Instances administratives et judiciaires
Cucuron est une des neuf communes du canton de Cadenet qui totalise 17 278 habitants en 2008. Le canton fait partie de l'arrondissement d'Apt depuis 1801 (sauf de 1926 à 1933 où ce fut Cavaillon) et de la deuxième circonscription de Vaucluse. Cucuron fait partie du canton de Cadenet depuis 1801 après avoir été chef-lieu du canton de Cucuron de 1793 à 1801.
Cucuron fait partie de la juridiction d’instance d’Apt, mais du greffe détaché Pertuis, et de grande instance, de prud’homale, de commerce et d'affaires de Sécurité sociale d’Avignon.
Adhérente de la Communauté de communes des Portes du Luberon, la commune de Cadenet sera rattaché à la Communauté territoriale du Sud Luberon, à partir du 1er janvier 2017.

### Politique environnementale
La commune fait partie du syndicat intercommunal à vocations multiples (SIVOM) Durance-Luberon qui est un établissement public de coopération intercommunale (EPCI) qui regroupe 21 communes des 23 communes (Lourmarin et Vaugines n'en font pas partie) des deux cantons de Pertuis et de Cadenet a pour compétence la distribution de l'eau et l'assainissement. Il a été créé en 1989 par transformation du syndicat intercommunal créé en 1946 mais qui n'avait comme compétence que la distribution de l'eau. Il comprend 42 membres (deux par commune). Son président est Maurice Lovisolo (vice-président du conseil général de Vaucluse).
Le prix de l'assainissement est variable dans chaque commune (à cause de la surtaxe communale) alors que celui de l'eau est identique.
La commune dispose d'une station d'épuration de 2700 Equivalent Habitants.

### Fiscalité locale
| Taxe                                                | Part communale | Part intercommunale | Part départementale | Part régionale |
| --------------------------------------------------- | -------------- | ------------------- | ------------------- | -------------- |
| Taxe d'habitation (TH)                              | 9,50 %         | 0,40 %              | 7,55 %              | 0,00 %         |
| Taxe foncière sur les propriétés bâties (TFPB)      | 11,40 %        | 0,51 %              | 10,20 %             | 2,36 %         |
| Taxe foncière sur les propriétés non bâties (TFPNB) | 40,24 %        | 1,58 %              | 28,96 %             | 8,85 %         |
| Taxe professionnelle (TP)                           | 21,56 %        | 0,83 %              | 13 00 %             | 3,84 %         |

La part régionale de la taxe d'habitation n'est pas applicable.
La taxe professionnelle est remplacée en 2010 par la cotisation foncière des entreprises (CFE) portant sur la valeur locative des biens immobiliers et par la contribution sur la valeur ajoutée des entreprises (CVAE) (les deux formant la contribution économique territoriale (CET) qui est un impôt local instauré par la loi de finances pour 2010).

### Budget et fiscalité 2016
En 2016, le budget de la commune était constitué ainsi :
- total des produits de fonctionnement : 1 558 000 €, soit 846 € par habitant ;
- total des charges de fonctionnement : 1 328 000 €, soit 721 € par habitant ;
- total des ressources d'investissement : 514 000 €, soit 279 € par habitant ;
- total des emplois d'investissement : 518 000 €, soit 281 € par habitant ;
- endettement : 1 192 000 €, soit 647 € par habitant.

Avec les taux de fiscalité suivants :
- taxe d'habitation : 18,00 % ;
- taxe foncière sur les propriétés bâties : 12,40 % ;
- taxe foncière sur les propriétés non bâties : 42,19 % ;
- taxe additionnelle à la taxe foncière sur les propriétés non bâties : 39,64 % ;
- cotisation foncière des entreprises : 33,25 %.

Chiffres clés Revenus et pauvreté des ménages en 2014 : médiane en 2014 du revenu disponible, par unité de consommation : 19 289 €.

## Urbanisme

### Typologie
Au 1er janvier 2024, Cucuron est catégorisée bourg rural, selon la nouvelle grille communale de densité à sept niveaux définie par l'Insee en 2022.
Elle est située hors unité urbaine et hors attraction des villes,.

### Occupation des sols
L'occupation des sols de la commune, telle qu'elle ressort de la base de données européenne d’occupation biophysique des sols Corine Land Cover (CLC), est marquée par l'importance des territoires agricoles (60,7 % en 2018), en diminution par rapport à 1990 (63,6 %). La répartition détaillée en 2018 est la suivante : 
cultures permanentes (40,5 %), forêts (36 %), zones agricoles hétérogènes (20,2 %), zones urbanisées (3 %), milieux à végétation arbustive et/ou herbacée (0,3 %). L'évolution de l’occupation des sols de la commune et de ses infrastructures peut être observée sur les différentes représentations cartographiques du territoire : la carte de Cassini (XVIIIe siècle), la carte d'état-major (1820-1866) et les cartes ou photos aériennes de l'IGN pour la période actuelle (1950 à aujourd'hui).

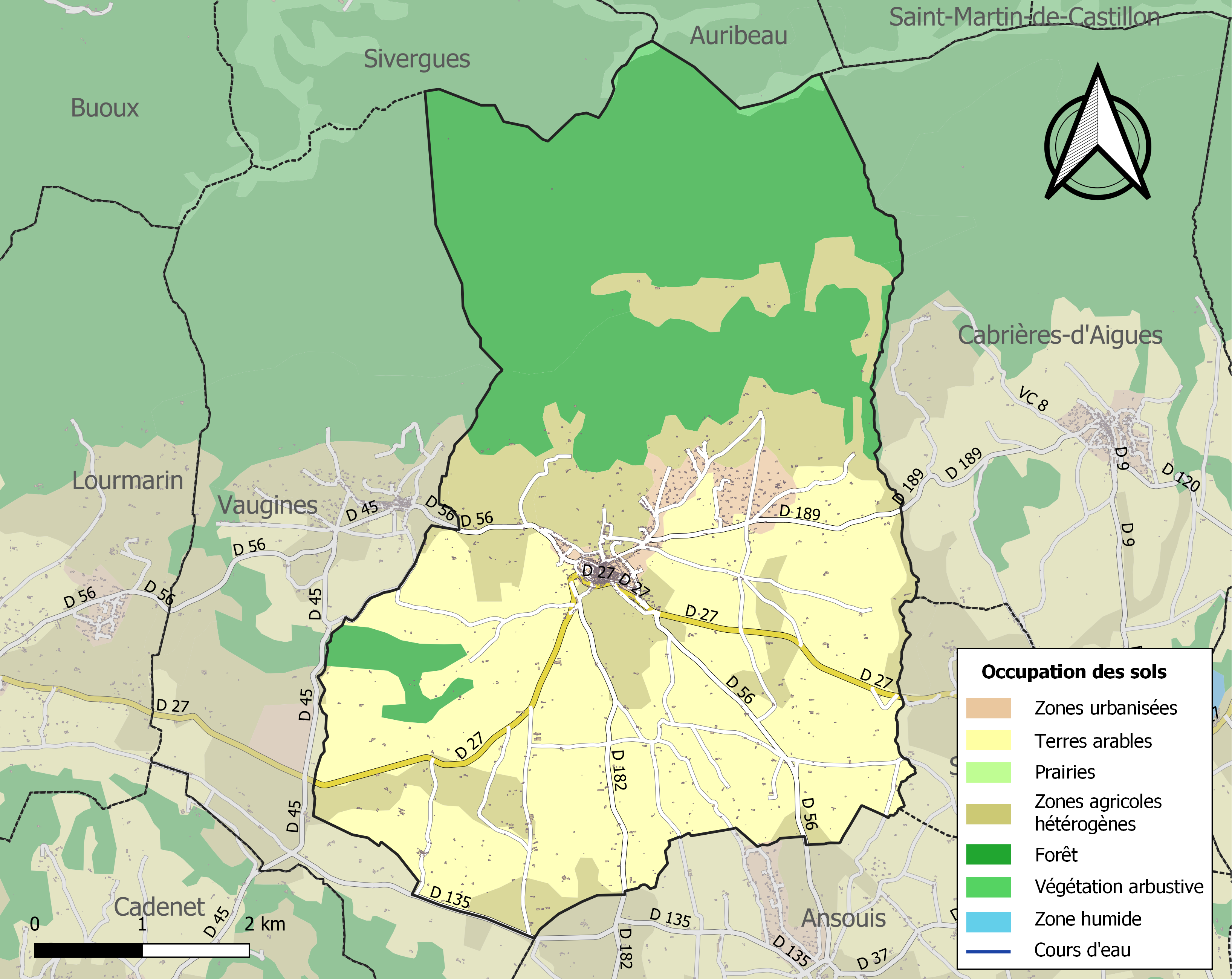
Carte des infrastructures et de l'occupation des sols de la commune en 2018 (CLC).

### Morphologie urbaine

#### Répartition des sols
La répartition des sols de la commune est la suivante (donnée pour un total de) :
| Type d'occupation | Pourcentage | Superficie (en hectares) |
| ----------------- | ----------- | ------------------------ |
| Zones urbaines    | 2,58 %      | 83,84                    |
| Zones agricoles   | 56,62 %     | 1 839,04                 |
| Zones naturelles  | 40,71 %     | 1 322,42                 |
| Total             | 100 %       | 1 792,00                 |

Les zones naturelles sont principalement formées par les forêts méditerranéennes couvrant le petit Luberon. Les zones agricoles sont formées de vergers de fruitiers (oliviers, amandiers, etc), des champs de lavandin et des vignes (AOC côtes du luberon).

## Population et société

### Démographie

#### Évolution démographique
La population de Cucuron a dû rester relativement stable au cours de l'Histoire : le village qui comptait près d'un millier d'habitants au début du XIVe siècle en comptait près de 2000 à la veille de l'épidémie de peste de 1720–1721. La mortalité excessive causée par celle-ci entraîna toutefois un net recul de la population au XVIIIe siècle, recul qui fut aggravé aux XIXe et première moitié du XXe siècle avec l'exode rural.
L'évolution du nombre d'habitants est connue à travers les recensements de la population effectués dans la commune depuis 1793. Pour les communes de moins de 10 000 habitants, une enquête de recensement portant sur toute la population est réalisée tous les cinq ans, les populations de référence des années intermédiaires étant quant à elles estimées par interpolation ou extrapolation. Pour la commune, le premier recensement exhaustif entrant dans le cadre du nouveau dispositif a été réalisé en 2007.

En 2022, la commune comptait 1 849 habitants, en évolution de +4,23 % par rapport à 2016 (Vaucluse : +1,73 %, France hors Mayotte : +2,11 %).
| 1793  | 1800  | 1806  | 1821  | 1831  | 1836  | 1841  | 1846  | 1851  |
| ----- | ----- | ----- | ----- | ----- | ----- | ----- | ----- | ----- |
| 2 078 | 2 015 | 2 072 | 2 373 | 2 243 | 2 187 | 2 082 | 2 053 | 2 028 |

| 1856  | 1861  | 1866  | 1872  | 1876  | 1881  | 1886  | 1891  | 1896  |
| ----- | ----- | ----- | ----- | ----- | ----- | ----- | ----- | ----- |
| 1 890 | 1 781 | 1 803 | 1 674 | 1 636 | 1 520 | 1 480 | 1 352 | 1 307 |

| 1901  | 1906  | 1911  | 1921 | 1926 | 1931 | 1936 | 1946  | 1954  |
| ----- | ----- | ----- | ---- | ---- | ---- | ---- | ----- | ----- |
| 1 201 | 1 148 | 1 090 | 964  | 990  | 955  | 949  | 1 029 | 1 013 |

| 1962  | 1968  | 1975  | 1982  | 1990  | 1999  | 2006  | 2007  | 2012  |
| ----- | ----- | ----- | ----- | ----- | ----- | ----- | ----- | ----- |
| 1 033 | 1 177 | 1 206 | 1 409 | 1 624 | 1 792 | 1 814 | 1 816 | 1 809 |

| 2017  | 2022  | - | - | - | - | - | - | - |
| ----- | ----- | - | - | - | - | - | - | - |
| 1 766 | 1 849 | - | - | - | - | - | - | - |

### Enseignement
La commune possède une école primaire publique, les élèves sont ensuite affectés au collège Le Luberon à Cadenet, puis le lycée Val-de-Durance à Pertuis (enseignement général) ou lycée Alexandre-Dumas à Cavaillon soit lycée Alphonse-Benoit à L'Isle-sur-la-Sorgue (enseignements techniques).

### Santé
Professionnels de santé : médecins, pharmacie.

### Cultes
Culte catholique, Paroisse de Cucuron, Diocèse d'Avignon.

## Économie
De nombreux commerces ont pignon sur rue dans le village : une supérette, un bureau de tabac, un garage, trois boulangeries, une boucherie-charcuterie, une pharmacie, un cinéma, deux hôtels, plusieurs restaurants, bars, un salon de coiffure, boutiques diverses, agences immobilières.

### Agriculture

#### Vignes
La viticulture est l'activité dominante, produisant des vins luberon (AOC). Les cultures fruitières (cerise de conserve, raisin de table, melons) et les cultures maraîchères sont également présentes sur le territoire de la commune.
Le village possède plusieurs coopératives : une coopérative de cerises de conserve, une coopérative agricole de blé et céréales, une coopérative vinicole, ainsi que deux moulins à huile qui ouvrent leurs portes aux récoltants vers la mi-novembre auxquels sont associées des boutiques de produits du terroir ouvertes toute l'année. Certains exploitants ont mis en place leur propre réseau de commercialisation, notamment pour les vins AOC Luberon. De plus, un élevage caprin commercialise directement sa production de fromages (vente à la ferme).
Les vins qui ne sont pas en appellation d'origine contrôlée peuvent revendiquer, après agrément, le label Vin de pays d'Aigues.
Comme sur le reste des terroirs environnants, l'oléiculture tend aujourd'hui à se développer.

#### Pomme de terre
En 2008, la confrérie de la pomme de terre de Pertuis est créée. Au dernier recensement de l'agriculture, en 1979, 111 hectares de pomme de terre étaient cultivés ici et Pertuis fournissait plus de 10 % de la production de Vaucluse. Et le 29 janvier 2010, la pomme de terre de pertuis devient une marque des cantons de Pertuis, Cadenet, Lambesc, Peyrolles.
La route gourmande de la pomme de terre de Pertuis parcourt tout le bassin de production de la pomme de terre de Pertuis : le pays d'Aix en Provence, le Luberon et la vallée de la Durance.

### Tourisme
Comme l'ensemble des communes du Luberon, le tourisme joue un rôle, directement ou indirectement, dans l'économie locale.
On peut considérer trois principales sortes de tourisme en Luberon. Tout d'abord, le tourisme historique et culturel qui s'appuie sur un patrimoine riche des villages perchés ou sur des festivals. Ensuite, le tourisme détente qui se traduit par un important développement des chambres d'hôtes, de l'hôtellerie et de la location saisonnière, par une concentration importante de piscines et par des animations comme des marchés provençaux. Enfin, le tourisme vert qui profite des nombreux chemins de randonnées et du cadre protégé qu'offrent le Luberon et ses environs.

## Culture locale et patrimoine

### Monuments et sites
Patrimoine religieux :

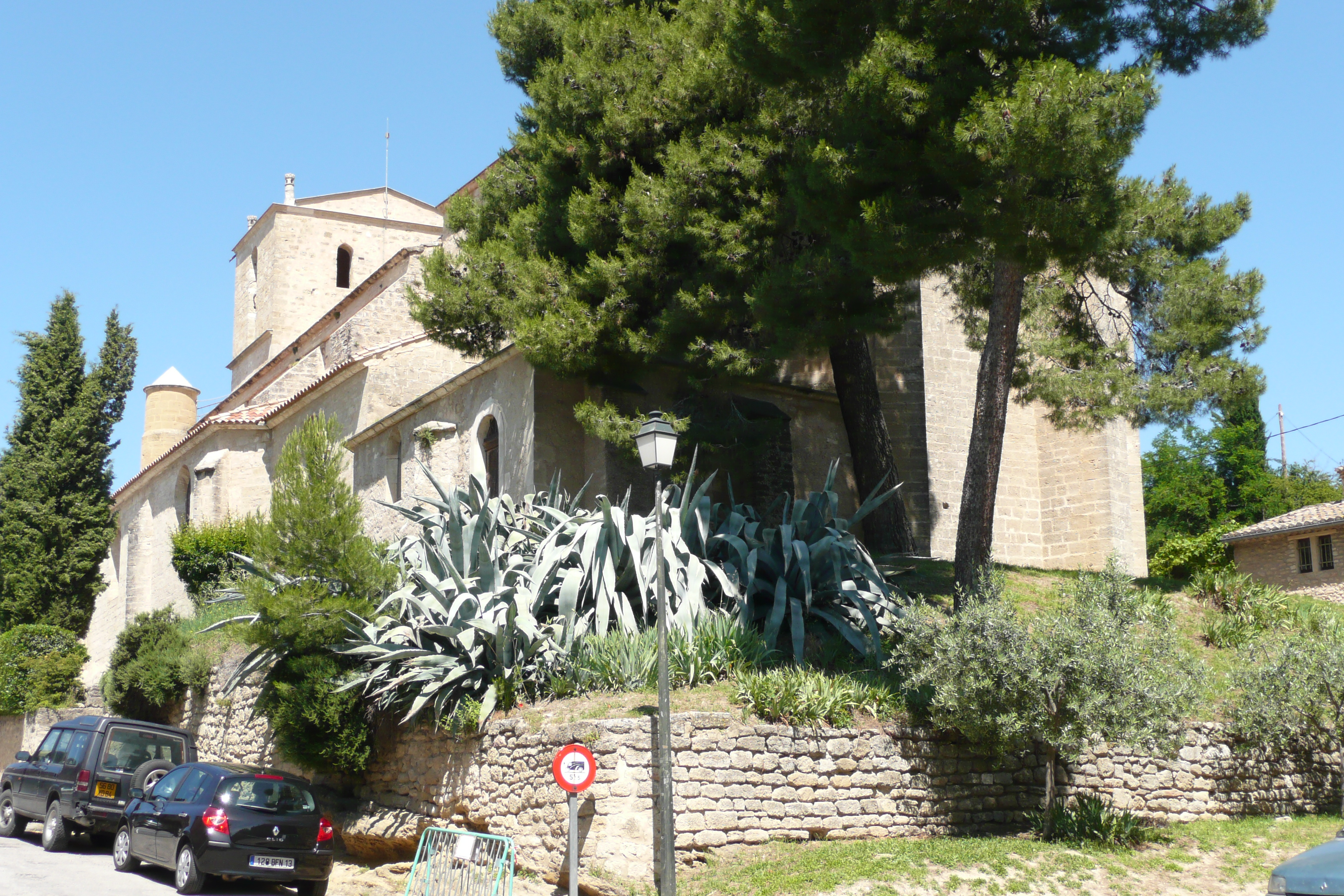
L'église de Notre-Dame-de-Beaulieu.

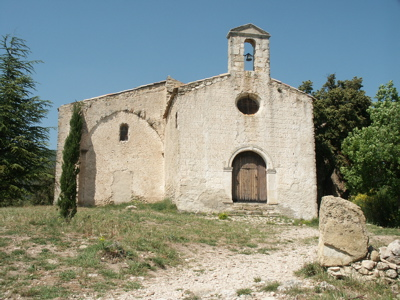
La chapelle Notre-Dame-de-Beauvoir.

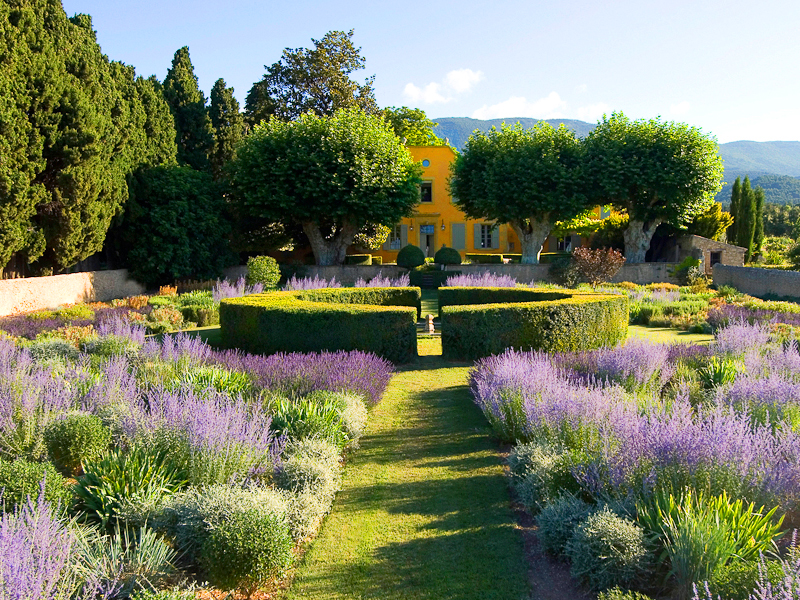
Le jardin à la française contemporain du pavillon de Galon.

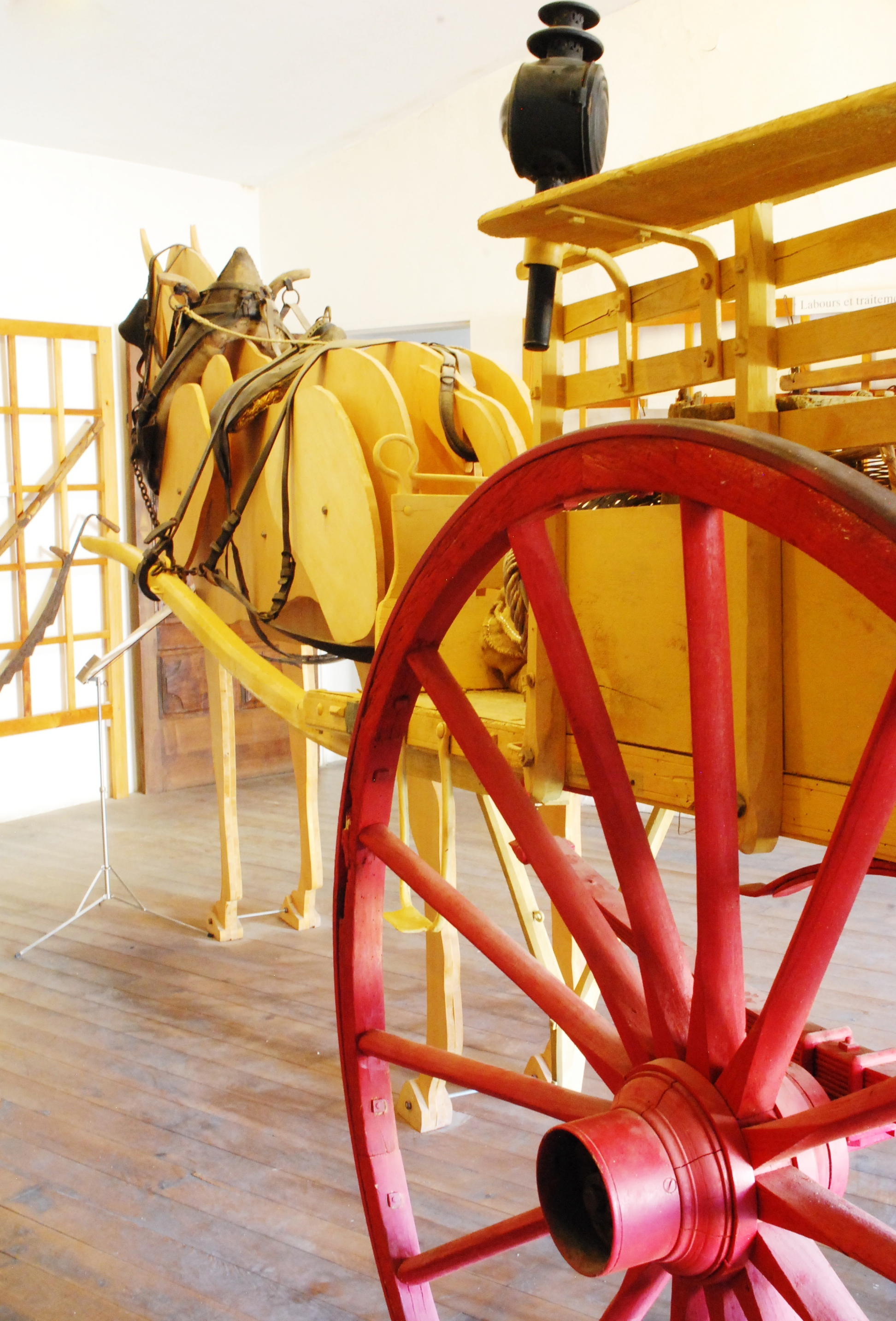
Musée Marc-Deydier, salle des outils agricoles.

- Église Notre-Dame-de-Beaulieu[51],[52] (en partie de style roman provençal (XIIIe siècle), en partie de style gothique). L'édifice a été classé au titre des monuments historiques en 1961[53].

Cette église abrite un orgue historique, construit entre 1786 et 1788 par Pierre Duges (à partir d’un orgue beaucoup plus ancien (1614) dû à Pierre Marchand) et restauré entre 1975 et 1983 par Patrice Bellet.
Les cloches sont de 1767-1837 et 1881,,.
- Église Saint-Michel de Cucuron. Elle est inscrite à l'Inventaire général du patrimoine culturel[59].
- Prieuré Saint-Victor, Saint-Victoret[60].
- Prieuré Saint-Cyr[61].
- Couvent de servites dit Notre-Dame-de-l'Annonciade[62].
- Chapelles :
  - Chapelle Notre-Dame-de-Beauvoir (premier art roman)[63]. Autrement appelée l'Ermitage[64]. D’abord petit sanctuaire de pèlerinage, annexe de la paroisse, citée dans quelques testaments à partir de 1292, il ne reste de la chapelle romane que le cul-de-four et la dernière travée transformés plus tard en habitation. Au début du XVIIe siècle, elle est entretenue par une confrérie qui y fit construire un clocher en 1602, un ermitage en 1613 et une nouvelle nef entre 1614 et 1620. La chapelle devint propriété communale après la Révolution et restaurée en 1957, puis de nouveau au milieu des années 1970 jusqu'à nos jours.
  - Chapelle Sainte-Anne[65].
  - Chapelle de Pénitents Blancs[66].
  - Chapelle Saint-Vincent[67].
  - Chapelle Notre-Dame-de-Ribes[68].
- Monuments commémoratifs :
  - Monument aux morts[69],
  - Plaque commémorative[70].

Patrimoine agricole :
- Moulin à huile du XVIe siècle, dans une grotte creusée sous les remparts au sud du village.
- Lavoirs et fontaines[71],[72],[73],[74],[75],[76].
- Colombier[77].
- Glacière[78].
- Cave coopérative vinicole[79].
- Coopérative Agricole le Bigarreau[80].
- Coopérative Céréalière[81].

Patrimoine civil :
- Bassin de l'étang[82] (bassin quadrangulaire du début du XVIe siècle) situé au nord du village : il alimentait un moulin banal.
- Enceinte médiévale[83],[84], avec portes et tours visibles, dont le beffroi[85],[86], ou « tour de l'horloge » (XIIIe – XVIe siècles). Trois enceintes successives entourèrent la ville durant le Moyen Âge.
- Ruines du château[87] et caves creusées dans le safre (restes d'une tour quadrangulaire du XIVe siècle, dite « tour Saint-Michel »).
- Maison dite maison Générat ou maison des Consuls[88].
- Bibliothèque municipale.
- Musée Marc-Deydier[89], du nom d'un érudit cucuronnais (collections archéologiques gallo-romaine et néolithique, ethnographie locale).
- Cinéma « Le Cigalon »[90] (environ 100 places) qui propose chaque semaine de nombreux films originaux aussi bien en français qu'en version originale.
- Le pavillon de Galon et son jardin[91] portant le label « jardin remarquable »[92].

### Vie locale
La commune rurale de Cucuron fait partie du parc naturel régional du Luberon. Elle est équipée de l'Internet haut débit depuis janvier 2005.
Le marché se tient le mardi.

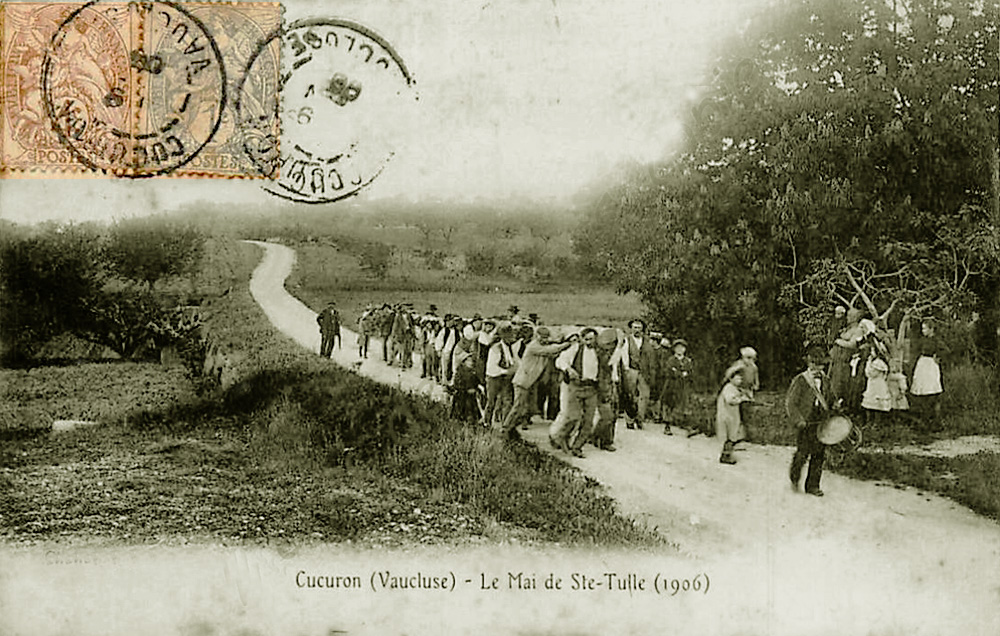
Le Mai de Sainte Tulle en 1906.

Quatre marchés nocturnes sont organisés chaque année entre le mois de juillet et d'août autour de l'étang (généralement les deux derniers vendredis de juillet et les deux premiers d'août).
- La fête de Sainte Tulle, ou de la Piboule, a lieu le premier samedi après le 21 mai : l'« arbre de mai », un peuplier (une piboule en provençal), est transporté à dos d'hommes à travers le village et dressé devant l'église.

Cette tradition commémore le vœu fait par les Cucuronnais en 1720 à leur sainte patronne d'aller en procession, chaque année, planter une piboule (peuplier) devant l'église si l'épidémie de peste prenait fin.

### Expression populaire
Dans le langage courant du Midi, l'expression Cucuron-les-Olivettes désigne un lieu éloigné, dénué d'intérêt ou lieu n'existant pas.

### Personnalités liées à la commune
- Louis Dubouquet (1740-1814), général des armées de la République et de l'Empire. Son nom est gravé sous l'Arc de triomphe de l'Étoile à Paris.
- Jean Joseph Marius Diouloufet (1771–1840), poète provençal mort à Cucuron.
- Gustave Delestrac (1844-1933), né dans la commune, député de Vaucluse de 1898 à 1902.
- Marcel Maréchal (1937-2020), acteur, metteur en scène, écrivain. Funérailles et sépulture à Cucuron.
- Jean-Claude Golvin (1942- ), architecte, archéologue et chercheur, réside et a son atelier à Cucuron[94].

### Héraldique
| Blason de Cucuron | Les armes peuvent se blasonner ainsi : De gueules à la tour d'argent, ouverte et ajourée du champ, accostée de deux sauvages de profil affrontés du même, qui la tiennent, celui de dextre de sa main dextre, celui de senestre de sa main senestre, l'autre main tenant une massue. Devise : cucurrunt sed vixerunt (ils ont couru mais ils ont vaincu) |

## Cinématographie
Des films ont été tournés en partie dans le village :
- 1995 : Le Hussard sur le toit de Jean-Paul Rappeneau, avec Olivier Martinez et Juliette Binoche ;
- 2006 : Une grande année de Ridley Scott, avec Russell Crowe, Marion Cotillard et Didier Bourdon.
- 2014 : l'ex de la vie de Dorothée Sebbagh avec Géraldine Nakache, Kim Rossi Stuart, Pascal Demolon